# Stefan Maierhofer
Stefan Maierhofer (Gablitz, Àustria, 16 d'agost de 1982) és un exfutbolista austríac que jugava com a davanter.